# Erik Valdemarsson
Erik Valdemarsson (nacido en 1272). Príncipe sueco, hijo del rey Valdemar I de Suecia y de Sofía Eriksdotter de Dinamarca. Fue el más próximo en la línea sucesoria del trono de Suecia desde su nacimiento hasta que su padre fue destronado en 1275 por una rebelión de Magnus Ladulás y Erik Birgersson, hermanos de Valdemar.

## Biografía
Se sabe que a la muerte de Magnus Ladulás en diciembre de 1290, Erik fue encarcelado en el Castillo de Estocolmo, por representar un posible rival para el príncipe heredero, su primo Birger Magnusson.
En 1302, Birger alcanzó la mayoría de edad y fue coronado solemnemente, y Erik pudo salir de prisión.
Llevaría una vida tranquila durante el resto de su vida, viviendo en su condición de noble. Formaría parte del Consejo Real que administró el gobierno durante la minoría de edad del rey Magnus Eriksson (1319-1332).
- Datos: Q324783